# کرج‌آباد
کرج‌آباد یکی از روستاهای استان آذربایجان شرقی است که در دهستان سراجوی شمالی بخش مرکزی شهرستان مراغه واقع شده‌است.

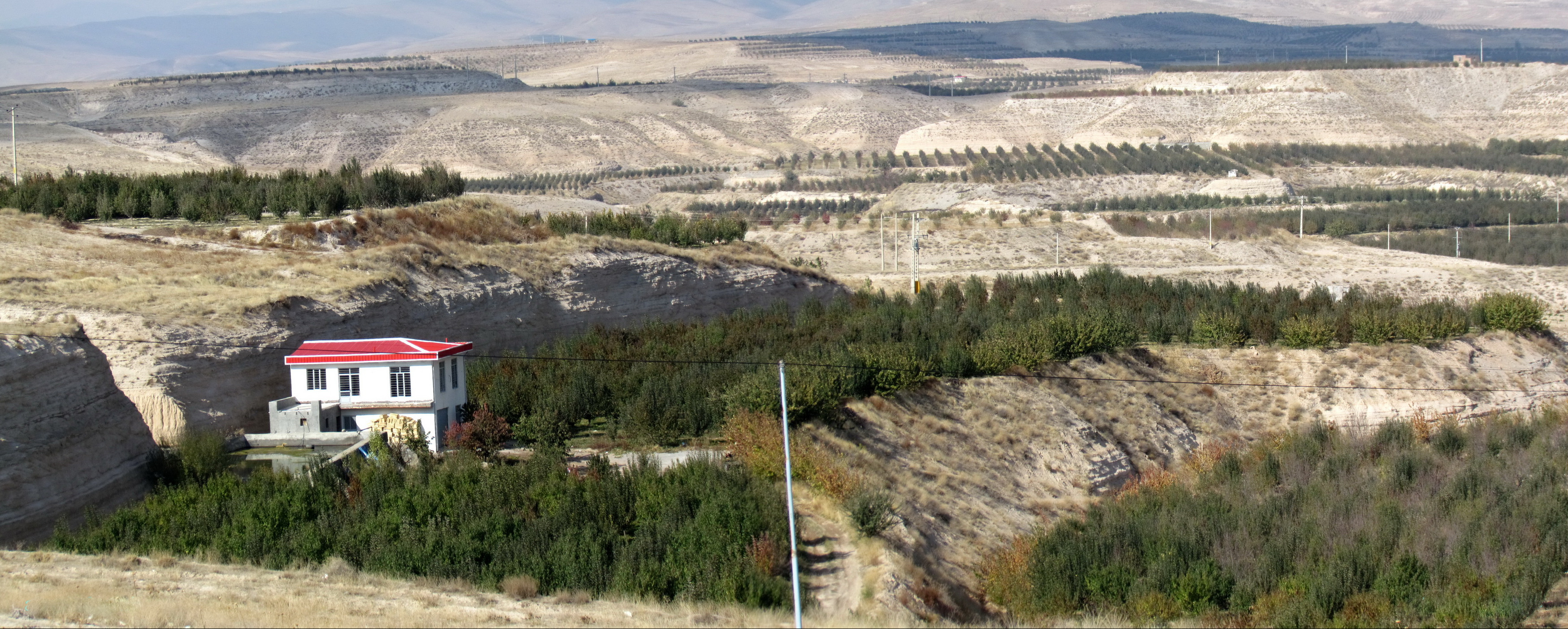
چشم‌اندازی از کرج آباد